# Liste der Monuments historiques in Balbronn
Die Liste der Monuments historiques in Balbronn führt die Monuments historiques in der französischen Gemeinde Balbronn auf.

## Liste der Bauwerke
| Bezeichnung                               | Beschreibung                                                            | Standort                              | Kennzeichnung | Schutzstatus | Datum | Bild           |
| ----------------------------------------- | ----------------------------------------------------------------------- | ------------------------------------- | ------------- | ------------ | ----- | -------------- |
| Protestantische Kirche und alter Friedhof | im 12. und 13. Jahrhundert erbaut                                       | Place du Pasteur-Albert-Kiefer (Lage) | PA00085276    | Inscrit      | 1990  | weitere Bilder |
| Synagoge                                  | neuromanische, orientalisierende Synagoge, 1895 erbaut, 1989 aufgegeben | Rue des femmes (Lage)                 | PA67000036    | Inscrit      | 1999  | weitere Bilder |

## Liste der Objekte
| Bezeichnung           | Beschreibung                                                                   | Standort                              | Kennzeichnung | Schutzstatus | Datum | Bild           |
| --------------------- | ------------------------------------------------------------------------------ | ------------------------------------- | ------------- | ------------ | ----- | -------------- |
| Glocke                | Bronze, 1552                                                                   | in der protestantischen Kirche (Lage) | PM67000573    | Classé       | 1992  |                |
| Zwei Abendmahlskannen | Zinn, zwischen 1762 und 1797                                                   | im protestantischen Pfarrhaus (Lage)  | PM67001199    | Inscrit      | 1996  |                |
| Orgelprospekt         | Eichenholz, 1747, von Johann Andreas Silbermann; 1908 von Gebr. Link erweitert | in der protestantischen Kirche (Lage) | PM67000984    | Classé       | 1998  | weitere Bilder |
| Opferstock            | Eichenholz und Schmiedeeisen, 15. oder 16. Jahrhundert                         | in der protestantischen Kirche (Lage) | PM67000816    | Classé       | 1998  |                |